# 윤상호 (배우)
윤상호(1969년 12월 2일 ~ )는 대한민국의 배우이다.

## 학력
- 서울예술대학교 연극학과

## 출연작

### 영화
- 2010년 《물처럼 느린 시간들》 ... 상호 역
- 2012년 《공모자들》 ... 승무원 역
- 2015년 《미션스쿨》 ... 장로회장 역
- 2020년 《비 온 뒤, 차차》 ... 팀장 역
- 미정 《하얼빈》

### 드라마
- 2012년 SBS 금요드라마 《도롱뇽도사와 그림자 조작단》 ...  윤 형사 역
- 2021년 KBS 드라마 스페셜 《TV시네마 사이렌》 ...  양철규 국무총리 역
- 2022년 JTBC 《클리닝 업》 ...  김문수 역
- 2023년 SBS 《모범택시2》 ...  배기석 교도소장 역
- 2023년 tvN 《소용없어 거짓말》 ...  최용국 역
- 2024년 KBS 《고려 거란 전쟁》 ...  송사신 역

### 방송
- 2002년~2005년 EBS 《바나나를 탄 끼끼》 ... 끼끼(2대) 역

### 연극
- 2000년 《칼리뀰라닷컴》 ... 수레아 역
- 2001년 《악몽》 ... 조민구 역
- 2001년 《취선록》 ... 사도세자 역
- 2006년 《오아시스세탁소 습격사건》 ... 강태국 역
- 2006년~2007년 《라이어 1탄》 ... 스미스 역
- 2007년~2008년 《영종도 38km 남았다》 ... 나과장 역
- 2008년 《황야의 물고기》 ... 망령난 미치광이 요셉 역
- 2009년 《이발사를 살해한 한 남자에 대한 재판》 ...  박흥식 역
- 2009년 《지옥도》 ... 종사관 역
- 2009년 《바이올렛 시티》 ... 박홍식 역
- 2009년~2010년 《내 맛이 어때서!》 ... 오사장 역
- 2010년 《자라의 호흡법》 ... 광현 역
- 2010년 《죽지않아! 굿모닝 줄리엣》 ... 라모나 역, 데스데모나 역
- 2011년~2012년 《키사라기 미키짱》 ... 기무라 타쿠야 역 / 야스오 역
- 2011년 《템프파일》 ... 신팀장 역
- 2012년 《해마》 ... 어르신 역
- 2013년 《어른의 시간》 ... 창수 역
- 2013년 《미스터 쉐프》 ... 쉐프 역
- 2013년~2014년 《아버지와 살면》 ... 아버지 역
- 2014년 《별이 빛나는 밤에》 ... 멀티 역
- 2014년 《고르곤》 ... 최종혁 역
- 2014년~2021년 《흑백다방》 ... 윤상호(다방손님) 역
- 2015년 《자이니치》 ... 막내 역
- 2015년 《돌아온다》 ... 주인 역
- 2015년~2018년 《칸사이 주먹》 ... 강북두 역
- 2016년 《타오르는 어둠 속에서》 ... 이그나시오 역
- 2016년 《칼의 기억- 히젠토》 ... 막내 역
- 2016년~2019년 《자이니치》 ... 막내 역
- 2017년 《20세기 작가》 ... 방송작가 역
- 2018년 《템프파일》 ... 신팀장 역
- 2018년 《절차상의 오류들》 ... 우봉 역
- 2018년~2020년 《51대 49》 ... 배영광 역
- 2019년 《코리아 특급》 ... 타케시 역
- 2019년 《한국여성극작가전-그 집》 ... 미수 아버지 역
- 2020년 《가족사진》 ... 아빠 역
- 2020년 《절대영도》 ... 최종혁 역
- 2020년~2021년 《시간의 절벽》 ... 젊은 작가 역
- 2020년 《오아시스세탁소 습격사건》 ... 강태국 역
- 2021년 《미스터쉐프》... 쉐프 역
- 2021년 《허길동전》... 허균 역
- 2021년 《노르망디》... 김창화 역
- 2021년 《이를 탐한 대가》... 탐 역
- 2021년 《칸사이 주먹-파이널》... 강북두 역
- 2022년 《조선협객》... 윤봉길 역
- 2022년 《흑백다방_ 뉴욕 맨하탄 공연》... 윤상호(다방손님) 역
- 2022년 《사로잡힌 꿈》... 기획
- 2022년 《살,색》... 장강 역
- 2022년~2023년《가석방》... 텐지로 역
- 2023년 《노르망디》... 김창화 역
- 2023년 《허길동전- 화성》... 허균 역
- 2023년 《시간의 절벽》... 젊은 작가 역
- 2023년 《상념: 잡스러운 남녀들의, 상스러운 이야기》... 상일 역
- 2023년 《베이비 댄싱》... 사장님 역
- 2024년 《절대영도》 ... 최종혁 역

### 뮤지컬
- 1995년~1996년 《우리로 서는 소리》 ... 나과장 역
- 1997년 《백일천사》 ... 박달재 역
- 2002년 《블루 사이공》 ... 김북청 역

## 수상
- 2013년 2인극페스티벌 연기상
- 2014년 2인극페스티벌 연기상
- 2014년 서울연극제 연기상
- 2015년 서울연극인 대상 연기상
- 2016년 2인극페스티벌 연기상